# 久事公交

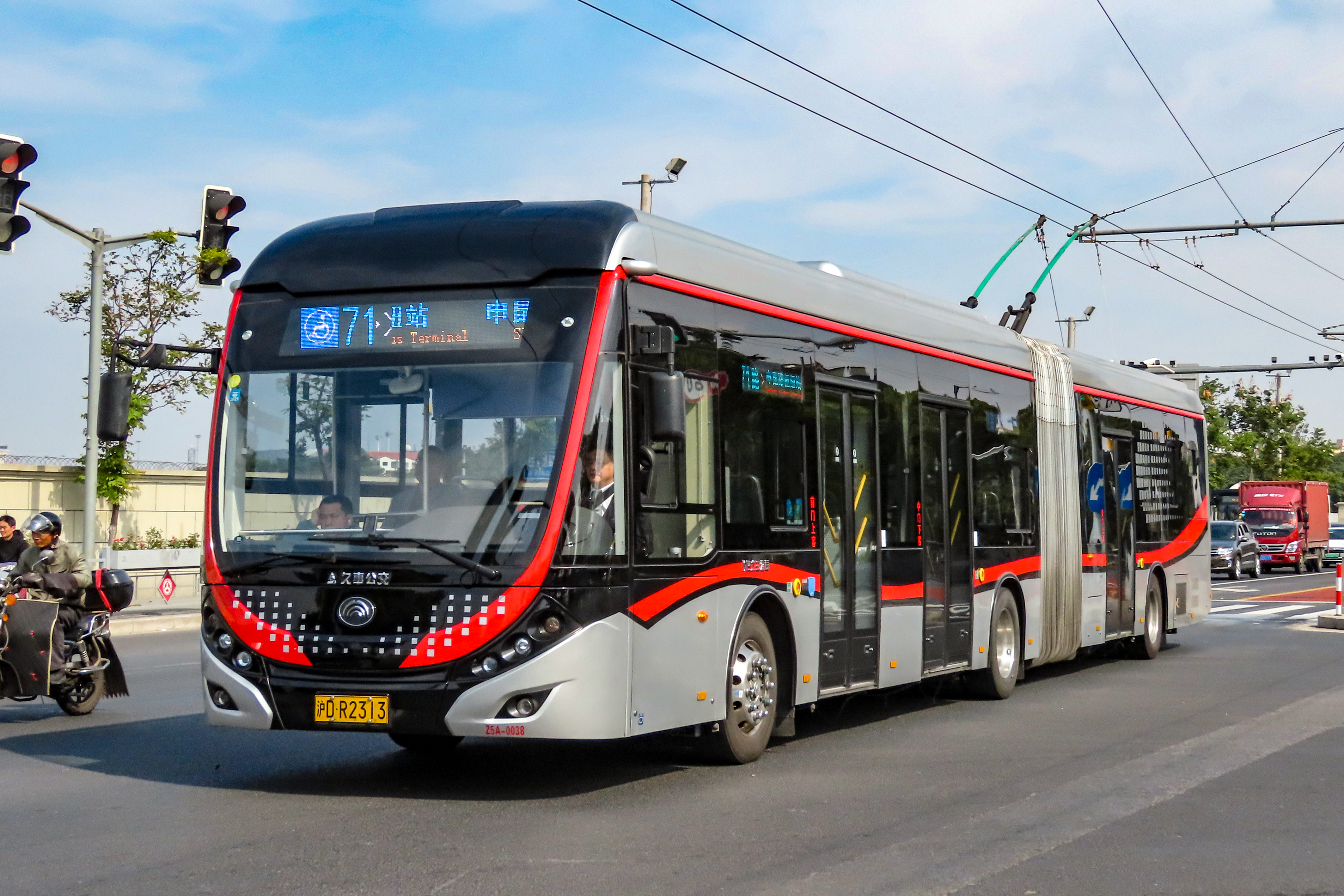
已挂上久事公交标志的71路铰接电车

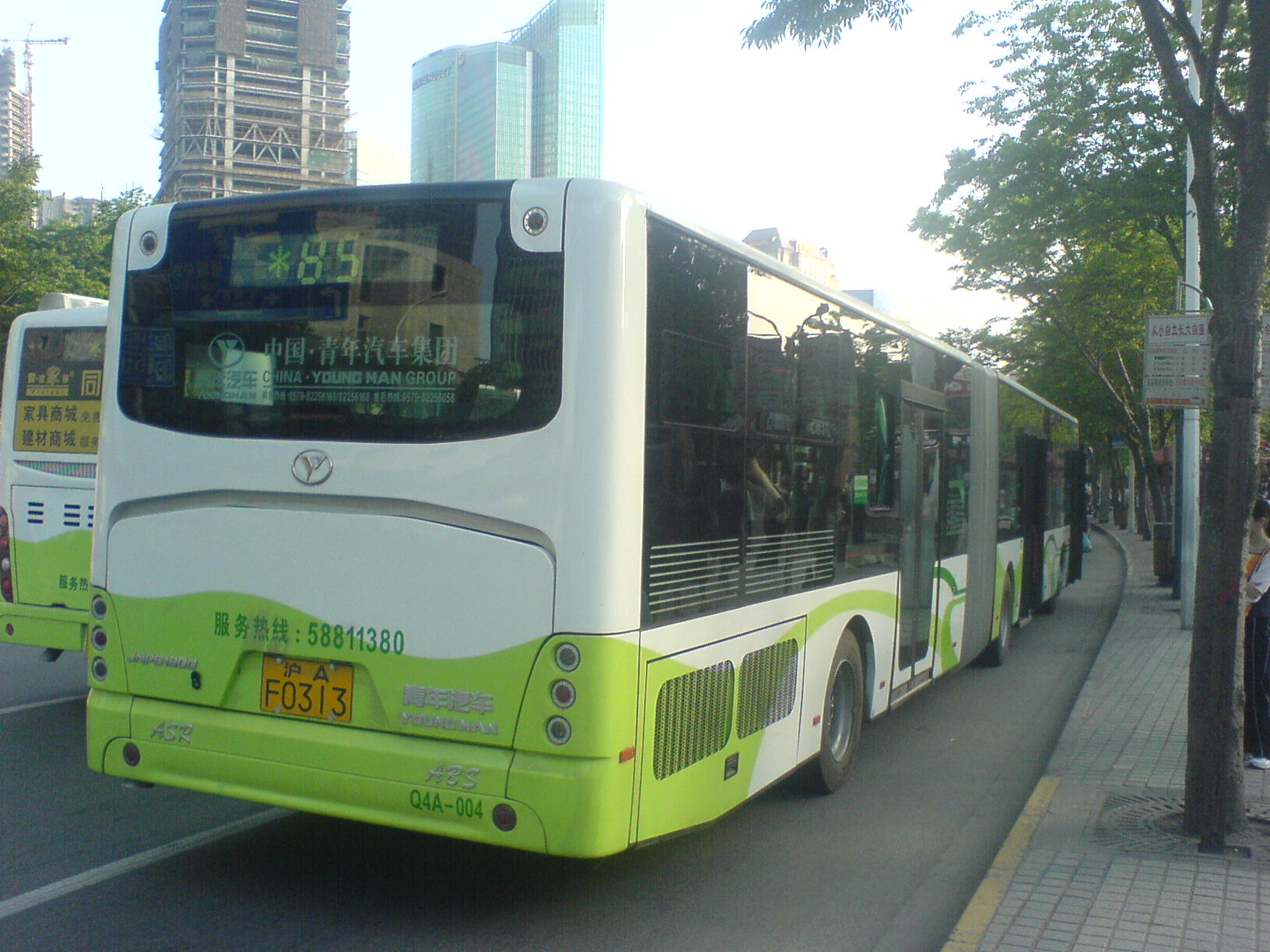
原属巴士股份的85路铰接车

上海久事公共交通集团有限公司，原名上海巴士公交（集团）有限公司，是一家总部位于上海的巴士运营公司，为国有独资企业。其注册资本3亿元人民币，主要经营市内公交及与公交广告、车辆物资采购等领域，同时还经营埠际交通，出租和租赁汽车，第三方物流以及教育产业等。其前身为成立于1992年的上海巴士实业集团股份有限公司。目前（2018年），巴士集团由上海久事公司全资控股。
集团全资或控股的在上海进行公交运营的企业共有7家，此外还参股上海空港巴士有限公司以及上海久通商旅客运有限公司等企业。2018年1月19日，该公司更名上海久事公共交通集团有限公司。

## 历史
- 1996年，上海公交进行体制改革，一汽、一电等公交企业划归新组建的巴士股份公司。
- 2002年，上海电车企业进行重组，巴士一电和二电巴士合并成立上海巴士电车有限公司，原巴士三电则划归上海巴士新新汽车服务有限公司。
- 2003年，公司控股新成立的上海现代轨道交通股份有限公司，负责上海轨道交通5号线的运营以及上海轨道交通6号线、11号线的前期准备工作。
- 2007年，原属冠忠巴士集团的浦东冠忠公交公司划归巴士集团，经和浦东巴士整合交流后，成立上海上南巴士有限公司。
- 2007年，巴士集团将所拥有的上海现代轨道交通股份有限公司股权转让给上海申通地铁集团有限公司。[3][4]
- 2009年3月，上海市国资委将上海巴士实业集团股份的公交业务剥离，成立上海巴士公交有限公司；同时上汽集团收购巴士股份其他业务，装入上汽的汽车系统业务，更名为华域汽车，实现汽车系统业务借壳上市。
- 2011年，巴士集团将旗下出租车业务并入上海强生控股[5]。
- 2014年7月18日，巴士新新、巴士六汽“撤二建一”合并重组正式完成，合并后的新上海巴士六汽公共交通有限公司揭牌成立。
- 2015年，巴士集团启动新一轮深化改革，对原有的集团下属的各个公司进行按区域重组，分别成立上海巴士第一公共交通有限公司（原巴士电车与巴士一汽合并）、上海巴士第二公共交通有限公司（原巴士二汽）、上海巴士第三公共交通有限公司（原巴士三汽与巴士四汽合并）、上海巴士第四公共交通有限公司（原巴士六汽）、上海巴士第五公共交通有限公司（原巴士五汽与宝山巴士合并）五家区域性运营公司。
- 2020年4月下旬起，久事公交下屬营运车辆開始執行车速管控措施[6][7]，久事的公交車在上海市内道路行驶最高车速不得超过50公里/小时；车辆途经路口时，车速不得超过30公里/小时；车辆进出公交站点区域30米范围内车速不得超过15公里/小时。[8]截至2021年12月，久事公交車輛通过路口時還要逢人必停及右转必停。[9]

## 子公司
久事公交下属的一级运营企业有：第一公共交通公司、第二公共交通公司、第三公共交通公司、第四公共交通公司和第五公共交通公司。

## 2009年上海巴士重组后格局
- 上海巴士新新汽车服务有限公司（2014年并入巴士六汽）
- 上海巴士一汽公共交通有限公司（2015年改称第一公共交通）
- 上海巴士二汽公共交通有限公司（原大众西南，2015年改称第二公共交通）
- 上海巴士三汽公共交通有限公司（原大众西北，2015年与巴士四汽合并改称第三公共交通）
- 上海巴士四汽公共交通有限公司（2015年与巴士三汽合并改称第三公共交通）
- 上海巴士五汽公共交通有限公司（原五汽冠忠，2015年与宝山巴士合并改称第五公共交通）
- 上海巴士六汽公共交通有限公司（原强生公交，2015年改称第四公共交通）
- 上海宝山巴士公共交通有限公司（2015年与巴士五汽合并改称第五公共交通）
- 上海崇明巴士公共交通有限公司（原崇明大众）
- 上海金山巴士公共交通有限公司
- 上海奉贤巴士公共交通有限公司（原奉贤大众）
- 上海巴士电车有限公司

## 2015年上海巴士再次整合格局
2015年，巴士集团内部子公司再次进行了实际经营权和股权的整合。

### 实际运营线路的公司
- 上海巴士第一公共交通有限公司（原一汽）
- 上海巴士第二公共交通有限公司（原大众西南，2015年改称第二公共交通）
- 上海巴士第三公共交通有限公司（原大众西北，2015年与巴士四汽合并改称第三公共交通）
- 上海巴士第四公共交通有限公司（原巴士六汽）
- 上海巴士第五公共交通有限公司（原宝山巴士，2015年与巴士五汽合并改称第五公共交通）
- 上海崇明巴士公共交通有限公司（原崇明大众）
- 上海金山巴士公共交通有限公司

### 保留线路运营资格但是已经被整合的公司
- 上海巴士电车有限公司（法人资格保留，巴士一公司控股）
- 上海巴士四汽公共交通有限公司（法人资格保留，巴士三公司控股）
- 上海巴士五汽公共交通有限公司（法人资格保留，巴士五公司控股）

### 退出集团收归地方
上海奉贤巴士公共交通有限公司（原奉贤大众）